# ГЕС Байгоррія
ГЕС Байгоррія (ісп. Represa de Baygorria) — гідроелектростанція в Уругваї в департаменті Дурасно. Знаходячись між ГЕС Габріель-Терра (вище по течії) та ГЕС Constitution, входить до складу каскаду на найбільшій лівій притоці Уругваю Ріо-Негро.
В межах проекту річку перекрили гравітаційною бетонною греблею висотою 46 метрів та довжиною 708 метрів (в тому числі машинний зал та водоскиди довжиною 142 та 146 метрів відповідно). Ця споруда потребувала 250 тис. м3 матеріалу та утримує водосховище з площею поверхні 100 км2 та об'ємом 570 млн м3.
Інтегрований у греблю машинний зал обладнали трьома гідроагрегатами з турбінами типу Каплан потужністю по 36 МВт, що працюють при номінальному напорі у 14,7 метра.